# Щелкановка (Красноярский край)
Щелкановка — деревня в Казачинском районе Красноярского края. Входит в состав Талажанского сельсовета.

## География
Расположена в юго-западной части района, к северу от реки Талажанки. Абсолютная высота — 203 метра над уровнем моря.
Климат
Климат характеризуется как резко континентальный, с продолжительной морозной зимой и коротким тёплым летом. Среднегодовая температура воздуха составляет −1,9°С. Средняя температура воздуха самого тёплого месяца (июля) составляет 20 °C (абсолютный максимум — 37 °C); самого холодного (января) — −18 °C (абсолютный минимум — −59 °C). Среднегодовое количество атмосферных осадков составляет 501 мм.

## История
Основана в 1910 году. В 1926 году в деревне имелось 27 хозяйств и проживало 146 человек (76 мужчин и 70 женщин). В национальном составе населения того периода преобладали украинцы. Действовала школа I ступени. В административном отношении являлась центром Щелкановского сельсовета Казачинского района Красноярского округа Сибирского края.

## Население
| 2010 |
| ---- |
| 30   |

Половой состав
По данным Всероссийской переписи населения 2010 года в гендерной структуре населения мужчины составляли 53,3 %, женщины — соответственно 46,7 %.
Национальный состав
Согласно результатам переписи 2002 года, в национальной структуре населения русские составляли 82 % из 86 чел.